# Friedrich Brentel
Friedrich Brentel noto anche come Friederich o Frédéric (Lauingen, 1580 – Strasburgo, 1651) è stato un incisore e pittore tedesco specializzato in miniature.

## Biografia
Era figlio dell'incisore Georg Brentel il Vecchio e fratello di David Brentel pittore e incisore a Lauingen. La famiglia si trasferì a Strasburgo nel 1587, dove ottenne il diritto della classe media e iniziò a lavorare. Si presume che Friedrich Brentel iniziò la sua formazione con suo padre.
Allo stesso tempo incisore e pittore di miniature, Friedrich Brentel era a capo della bottega più importante di Strasburgo all'inizio del XVII secolo. Ebbe diversi allievi tra cui Johann Wilhelm Baur.

## Opere

### Incisioni
- 58 lastre incise nel 1611 d Friedrich Brentel e dal suo allievo Matthäus Merian, su disegni di Claude la Ruelle e Jean de la Hière mostrano la magnificenza dei funerali magnificence del duca Carlo III di Lorena, avvenuti a Nancy da maggio a luglio del 1608.[1]
- Lastre illustranti le feste del duca di Stoccarda.[2]

### Miniature
- Gentilhomme devant un paysage, 1600, guazzo su pergamena.
- Diane et Actéon, 1620, guazzo su pergamena,[3]
- Paysage avec Tobie et l'ange Raphaël, 1625, guazzo su pergamena.
- Paysage de montagne avec Vénus, Adonis et le chariot de Vénus dans le ciel, 1625, guazzo su pergamena
- La Crucifixion, 1627, guazzo su pergamena, conservato alla National Gallery of Art di Washington.
- Horatius Coclès, 1630, guazzo su pergamena,[4]
- Le Bal, 1634, guazzo su pergamena.
- Illustrations du Livre d'Heures du margrave Guglielmo di Baden-Baden, conservata alla Bibliothèque nationale de Paris.
- Sabbat de sorcières sous la pleine lune, guazzo su pergamena.
- Paysage d'eau avec château et fleuve, guazzo su pergamena.
- Le Christ et les Pharisiens, guazzo su pergamena.
- Le Christ parmi les docteurs, guazzo su pergamena.
- Le Christ dans la maison de Marthe et Marie, guazzo su pergamena.
- Mariage paysan, guazzo su pergamena.
- Orphée chez Hadès, guazzo su pergamena.
- L'Argent de l'hommage, guazzo su pergamena.

### Manoscritto
Friedrich Brentel è l'autore di un manoscritto dedicato all'arte della miniatura, Mahler- und Illuminir Büchlein von Friedrich Brentel dem Ältern auff instendiges Begehren seiner Freunde zusammen geschrieben, 1642, conservato a Gottinga, Universitätsbibliothek, manoscritto Uffenbach.